# Шахта имени М. В. Фрунзе (Кривой Рог)
Шахта имени М. В. Фрунзе — железорудная шахта в городе Кривой Рог.

## История
В 1885 году Новороссийское общество открыло собственные рудники Юзовский и Белокрысовский, которые вели добычу открытым способом. В 1886 году на этих двух рудниках добыто около 1 300 000 пудов руды.
После революции и гражданской войны рудник был восстановлен и назван именем М. В. Фрунзе. В 1929 году началось строительство шахт. В 1959—1962 годах была построена шахта имени М. В. Фрунзе.
В советский период входила в состав рудоуправления имени М. В. Фрунзе производственного объединения «Кривбассруда».
5 декабря 1978 года на шахте произошла авария — повторное обрушение камеры во время спасательных работ. В результате воздушного удара погибли пять горноспасателей и два горняка — начальник участка и главный инженер шахты.
В 1988 году рудоуправление имени М. В. Фрунзе было ликвидировано и шахта вошла в состав рудоуправления имени 20-го партсъезда, с 1992 года — в состав ОАО «ЕВРАЗ Сухая Балка», сейчас — в структуре ЧАО «Сухая Балка» группы DCH.
В 1997 году на шахте добыто 1 213 400 тонн руды с содержанием железа 57,1%.

## Характеристика
Проектная мощность шахты 1 700 000 тонн богатой руды. Производственная мощность 1 050 000 тонн агломерационной руды в год.
Разрабатывает разрозненные пластообразные, столбообразные и гнёздоподобные рудные тела, длиной 110—600 метров и мощностью 8—25 метров, угол падения 55—72°. Рудные залежи на горизонтах 985—1135 метров.
Около 65% рудных залежей имеют прочность 100—120 МПа, 35% — 30—60 МПа. Висячий бок состоит из мартитовых кварцитов прочностью 90—130 МПа, лежачий — гематитовых кварцитов прочностью 70—90 МПа. 
Системы разработки: поверхностно-камерная, подэтажно-камерная и подэтажного обрушения с отбойкой руды глубокими скважинами.
В июле 2011 года начата добыча руды на новом горизонте 1135 — первой сдана в эксплуатацию панель № 2 залежи «Южная» с запасами в 120 000 тонн. Оценочные запасы в трёх панелях блока — 450 000 тонн, проектное качество руды — 61,88% железа.